# آدام جانسون (بازیکن فوتبال)
آدام جانسون (به انگلیسی: Adam Johnson) متولد۱۴ ژوئیه ۱۹۸۷ در انگلستان است او تاکنون در تیمهای میدلزبورو، لیدز یونایتد، واتفورد، منچستر سیتی بازی کرده‌است
او تا کنون ۹ بازی برای تیم ملی انگلستان انجام داده و دو گل هم زده.

## محکومیت به خاطر داشتن رابطه جنسی با فرد زیر سن قانونی
آدام جانسون به طور اینترنتی دختری ١۵ ساله را اغوا کرده و در خودروی شخصی خود با او عمل جنسی انجام داده است. گزارش شده که او قربانی را بوسیده و لمس کرده بوده است.قاضی در دادگاه گفت آدام با وجود اینکه می‌دانسته دختری که با او رابطه جنسی برقرار می‌کند زیر سن قانونی است، این کار را انجام داده است. او طی حکم دادگاه در مارس ۲۰۱۶ به تحمل ۶ سال زندان محکوم شد که پس از تحمل ۳سال از مدت زمان محکومیتش آزاد شد.